# Geweten

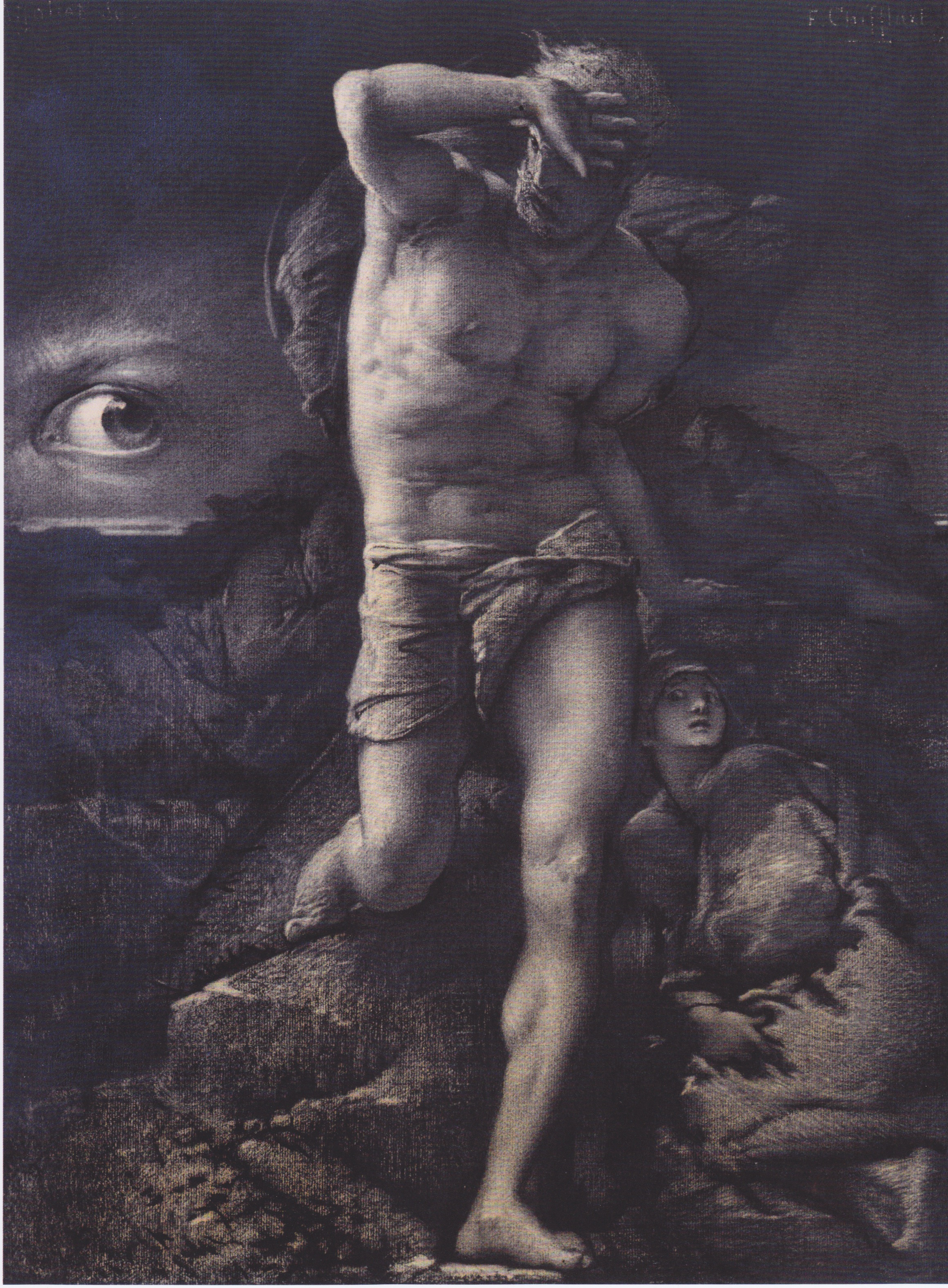
Illustratie van François Chifflart, voor La conscience van Victor Hugo

Het geweten (Duits: Gewissen, Grieks: syneidèsis, Latijn: conscientia, dat wil zeggen "bij of met zichzelf weten") vergelijkt een aangeleerde of ingeboren ethische norm met een praktische situatie. In de opvoeding wordt het geweten ontwikkeld omdat de ervaring leert dat menselijke neigingen erdoor in toom gehouden kunnen worden.
Het geweten wordt metaforisch beschreven als de stem van het goede in de menselijke geest. In (teken)films wordt het geweten vaak neergezet als een engeltje dat op de schouder zit, en af en toe goede raad in het oor fluistert. 

## Pathologie
Om van een geweten te kunnen spreken, moet er naast een cognitief besef van goed en fout een ontwikkeling hebben plaatsgevonden waarin geleerd is aan gebeurtenissen en handelingen een gevoel toe te kunnen kennen. Als het cognitieve besef wel aanwezig is, maar het geweten zoals hier beschreven niet, dan wordt het moeilijk of onmogelijk voor patiënten het verschil te ervaren tussen bijvoorbeeld de diefstal van honderd euro en een levens- of zedendelict. Het is voor hen beide fout, zij beleven echter geen verschil tussen de hier genoemde feiten. Bij bepaalde persoonlijkheidsstructuren (bijvoorbeeld bij anti-sociale of narcistische persoonlijkheden) ontbreekt vaak dit geweten deels of zelf geheel. Bij jonge kinderen dient dit cognitief besef en het geweten zich nog te ontwikkelen. Vermoedelijk begint het geweten zich te vormen rond de leeftijd van drie jaar. Bij mensen met een zware verstandelijke beperking is het mogelijk dat dit besef nooit of nauwelijks tot ontwikkeling komt. Als iemand geen verstandelijke beperking heeft en het geweten ontbreekt, dan is er vaak sprake van een anti-sociale persoonlijkheidsstoornis. Voorheen was de benaming hiervoor psychopathie, een benaming die nu nog informeel, maar desondanks soms ook nog steeds in professionele hoek gebruikt wordt voor die mensen die door een dergelijke stoornis een (extreem) gevaar zijn voor hun omgeving.